# Иса, Леон
Леон Иса (швед. Leon Isa; род. 1 февраля 2005) — шведский футболист, полузащитник клуба «Кальмар».

## Клубная карьера
Является воспитанником «Кальмара». В сентябре 2019 года ездил на просмотр в академию английского «Тоттенхэм Хотспур», где тренировался с юношескими командами клуба и провёл несколько товарищеских матчей. Первую игру за основную команду клуба провёл 27 февраля в матче группового этапа кубка страны против «Сюльвии», появившись на поле на 83-й минуте вместо Элиаса Элиасси. 15 мая 2022 года в матче очередного тура с «Хеккеном» дебютировал за клуб в чемпионате Швеции, заменив в конце второго тайма Исака Янссона.

## Карьера в сборных
В августе 2020 года был впервые вызван натренировочный сбор в сборную Швеции (до 15 лет).

## Клубная статистика
| Выступление      | Выступление      | Выступление      | Лига | Лига | Кубки | Кубки | Конт. кубки | Конт. кубки | Итого | Итого |
| Клуб             | Лига             | Сезон            | Игры | Голы | Игры  | Голы  | Игры        | Голы        | Игры  | Голы  |
| ---------------- | ---------------- | ---------------- | ---- | ---- | ----- | ----- | ----------- | ----------- | ----- | ----- |
| Кальмар          | Алльсвенскан     | 2022             | 2    | 0    | 2     | 0     | 0           | 0           | 4     | 0     |
| Кальмар          | Итого            | Итого            | 2    | 0    | 2     | 0     | 0           | 0           | 4     | 0     |
| Всего за карьеру | Всего за карьеру | Всего за карьеру | 25   | 9    | 2     | 0     | 0           | 0           | 27    | 9     |